# 2008 Konstitutsiya
2008 Konstitutsiya è un asteroide della fascia principale del diametro medio di circa 50,26 km. Scoperto nel 1973, presenta un'orbita caratterizzata da un semiasse maggiore pari a 3,2140750 UA e da un'eccentricità di 0,0978704, inclinata di 20,66695° rispetto all'eclittica.
L'asteroide è dedicato alla Costituzione dell'Unione Sovietica.